# Cadena de Zanskar
La cadena de Zanskar es una cadena montañosa que se encuentra en el norte de la India, en el estado de Jammu y Cachemira, en la zona de los Himalayas. La cadena separa las regiones de Zanskar de Ladakh.
Geológicamente, la cordillera de Zanskar es parte de la Tethys Himalaya, un sinclinorium de aproximadamente 100 km de ancho formado por series sedimentarias fuertemente plegadas e imbricadas, débilmente metamorfoseadas. La altura media de la cordillera de Zanskar es de unos 6.000 m. Su parte oriental se conoce como Rupshu.

## Geografía

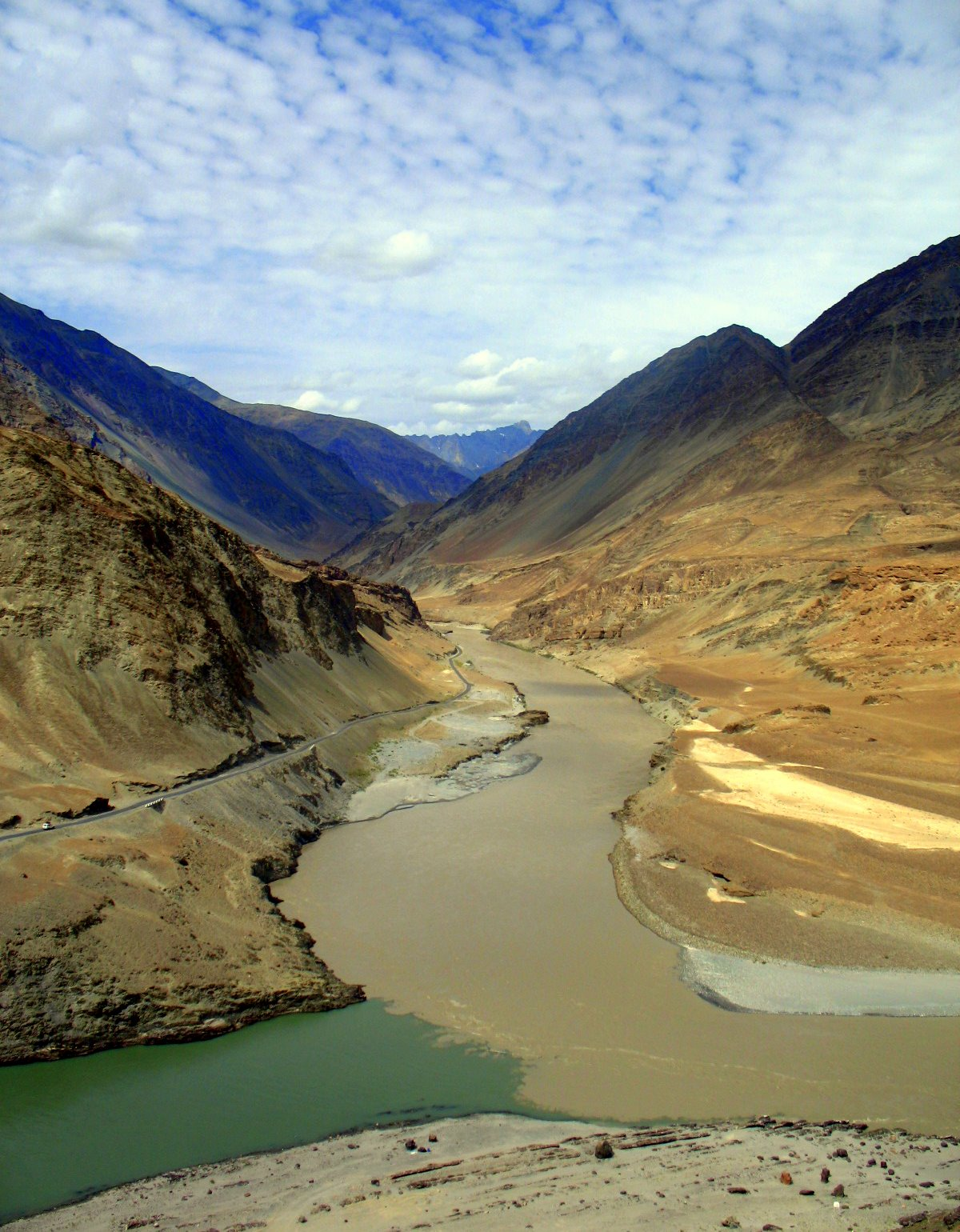
El río Zanskar se encuentra con el río Indo.

Zanskar cubre un área de unos 7.000 kilómetros cuadrados, a una altitud de 3.500-7.135 metros. Consiste en la parte que se extiende a lo largo de los dos principales ramales del río Zanskar. El primero, el Doda, nace cerca del puerto de montaña Penzi-la (4.400 m) y luego fluye hacia el sudeste a lo largo del valle principal que lleva a Padum, la capital de Zanskar. 
La segunda rama está formada por dos tributarios principales conocidos como el río Kargyag, con su nacimiento cerca de Shingo La (5.091 m), y el río Tsarap, con su nacimiento cerca de Baralacha-La. Estos dos ríos se unen debajo de la aldea de Purney para formar el río Lungnak (también conocido como el río Lingti o Tsarap). El río Lungnak fluye luego hacia el noroeste a lo largo de un estrecho desfiladero hacia el valle central de Zanskar (conocido localmente como jung-khor), donde se une con el río Doda para formar el río Zanskar.
Tanto para los locales como para los excursionistas, el Shingo La es técnicamente uno de los pasos más fáciles del Himalaya indio de 5.000 metros, que no implica ni paso por glaciares ni subidas empinadas. 

"El Shingo La, la ruta principal hacia Zanskar desde Lahaul, es un paso desagradable. No es particularmente alto, a sólo unos  5000 m, pero carece de grandeza." 

El río Zanskar entonces toma un curso nororiental hasta que se une al Indo en Ladakh. Las altas crestas montañosas se encuentran a ambos lados de los valles de Doda y Lingti-kargyag, que corren de noroeste a sureste. Al suroeste está la gran cordillera del Himalaya que separa Zanskar de las cuencas de Kisthwar y Chamba. Al noreste se encuentra la cordillera de Zanskar, que separa Zanskar de Ladakh. La única salida de todo el sistema hidrográfico de Zanskar es, por lo tanto, el río Zanskar, que corta el profundo y estrecho desfiladero de Zanskar a través de la cordillera de Zanskar.

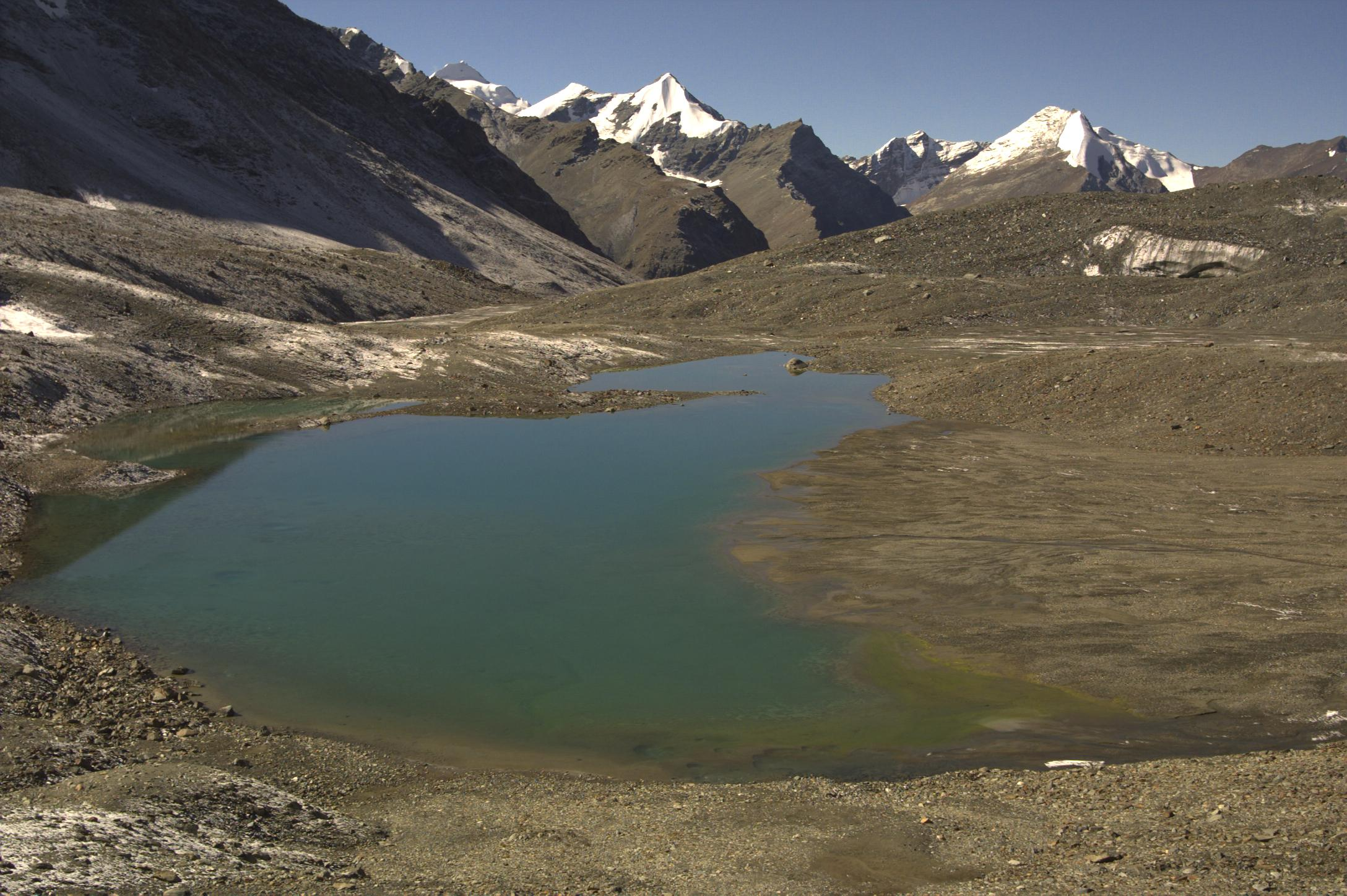
Shingo La

Estas características topográficas explican por qué el acceso a Zanskar es difícil desde todos los lados. La comunicación con las zonas vecinas del Himalaya se mantiene a través de los pasos de montaña o a lo largo del río Zanskar cuando está congelado. El enfoque más fácil conduce desde Kargil a través del valle de Suru y sobre el Penzi-La. Es a lo largo de esta vía donde en 1979 se construyó la única carretera de Zanskar para conectar Padum con la carretera principal de Srinagar a Ladakh. Uno de los primeros tibetólogos que pasó un largo período en la región fue Alexander Csoma de Koros (académico húngaro), que pasó más de un año viviendo en la región en 1823. Después de integrarse en el recién formado estado de la India en 1947, Zanskar y la región vecina de Ladakh fueron declaradas zonas restringidas y solo se abrieron a los extranjeros en 1974. La primera película en color de la vida en Zanskar fue rodada en 1958 por una expedición de tres amas de casa británicas..

## La flora y la fauna
Gran parte de la vegetación de Zanskar se encuentra en el regadío de las aldeas y en las laderas superiores que reciben más precipitaciones y en las que está compuesta por especies alpinas y de tundra. Lo más impresionante son los prados cubiertos con miles de edelweiss. Al pie de la montaña Gumburanjon se pueden encontrar amapolas azules. Los agricultores cultivan cebada, lentejas y patatas en las elevaciones más bajas. También se encuentran en la región animales domésticos como el yak, el dzo, las ovejas, los caballos y los perros.
Entre la fauna silvestre que se puede encontrar en Zanskar están la marmota, el oso, el lobo, el leopardo de las nieves, el baral, el íbice alpino, las ovejas y las cabras salvajes, y el quebrantahuesos. 

## Clima
Zanskar es un semidesierto de gran altitud situado en el flanco norte de la Gran Cordillera del Himalaya. Esta cordillera actúa como una barrera climática que protege a Ladakh y Zanskar de la mayor parte del monzón, dando como resultado un clima agradablemente cálido y seco en el verano. La lluvia y las nevadas durante este período son escasas, aunque las últimas décadas han mostrado una tendencia al aumento de las precipitaciones. Durante los antiguos períodos de sequía se construyeron varios molinos accionados por agua a gran distancia de los pueblos, pero se han abandonado porque ahora se dispone de agua corriente cerca de los asentamientos. Las casas de Zanskari, aunque por lo demás están bien construidas, no están adaptadas al reciente aumento de las precipitaciones, ya que sus techos tienen goteras, lo que sorprende a sus habitantes que no están preparados. La mayor parte de las precipitaciones se producen en forma de nieve durante el duro y extremadamente largo período invernal. Estas nevadas invernales son de vital importancia, ya que alimentan los glaciares que se derriten en verano y proporcionan la mayor parte del agua de riego. Algunas partes del valle de Zanskar se consideran unos de los lugares más fríos y continuamente habitados del mundo. 

## Ganadería
El ganado, y especialmente el yak, es de suma importancia en Zanskar. Los yaks se utilizan para arar la tierra, para trillar el grano, para transportar cargas pesadas (hasta 200 kilogramos), y su estiércol no solo sirve como fertilizante sino que también es el único combustible de calefacción disponible en la región. Son una fuente vital de leche y a veces, pero rara vez, de carne. La piel del yak se utiliza para hacer ropa, alfombras, cuerdas y cubiertas de cama.

## Historia

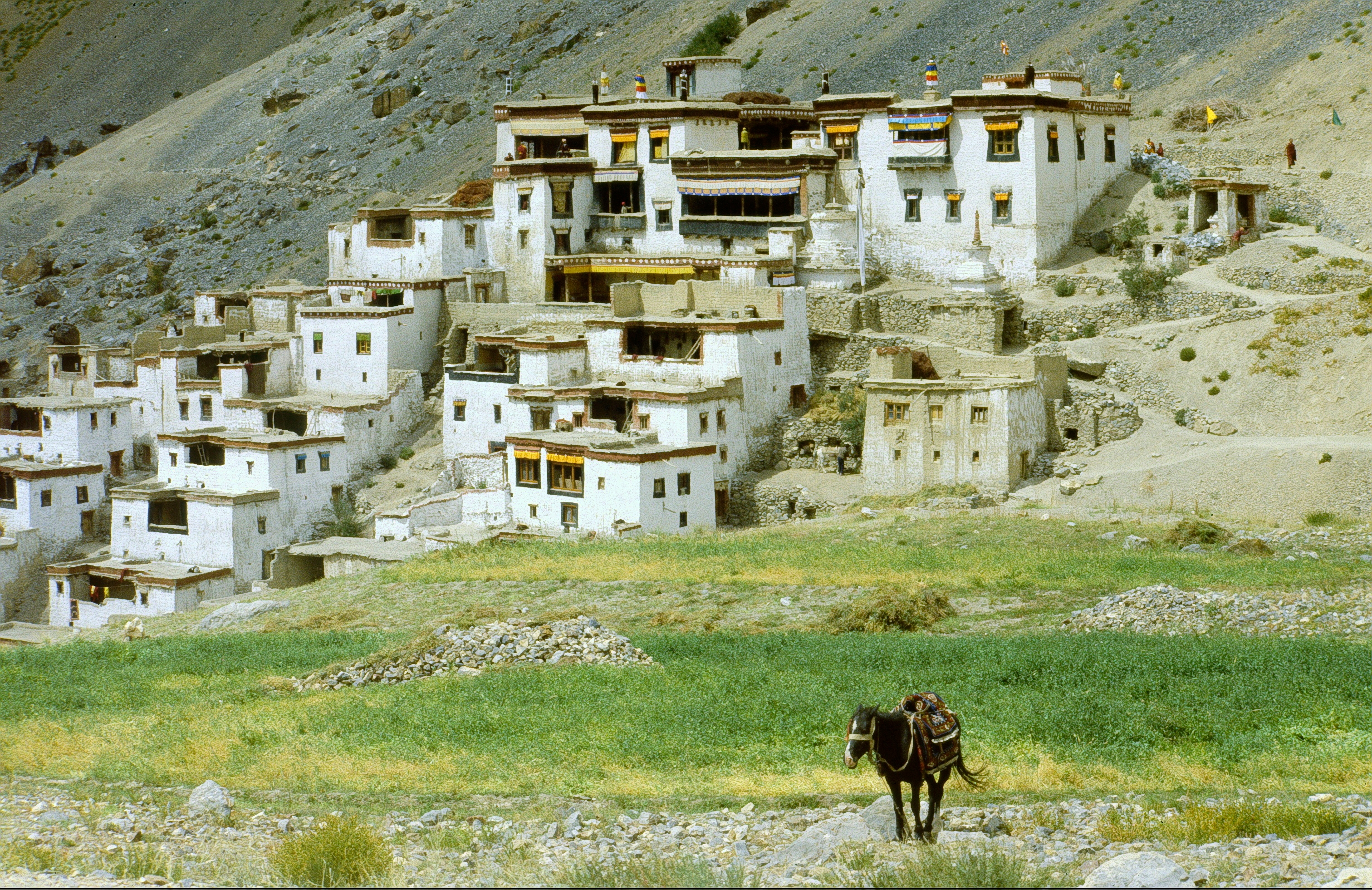
Monasterio de Lingshed.

Los primeros rastros de actividad humana en Zanskar parecen remontarse a la Edad de Bronce. Los petroglifos atribuidos a ese período sugieren que sus creadores eran cazadores en las estepas de Asia central, que vivían entre Kazajistán y China. Se sospecha que una población indoeuropea conocida como los Mon pudo haber vivido en esta región, antes de mezclarse o ser reemplazada por los siguientes colonos, los Dards. El budismo temprano procedente de Cachemira extendió su influencia en Zanskar, posiblemente ya en el 200 AC. Los primeros monumentos datan del período Kushan. Después de esta propagación hacia el este del budismo, Zanskar y grandes partes del Himalaya Occidental fueron invadidas en el siglo VII por los tibetanos, que impusieron su entonces animista religión Bön. 

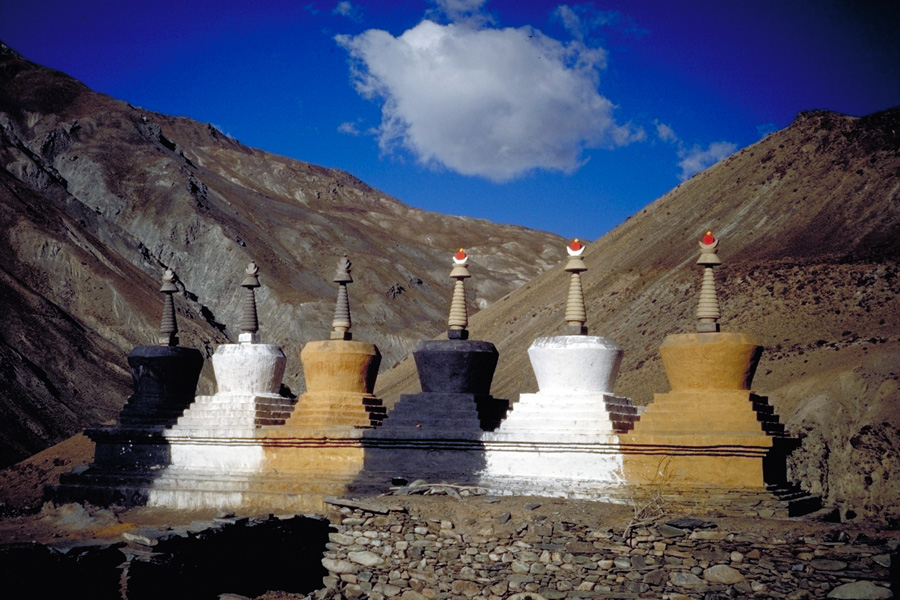
Fila de Chorten (o Stupa) en el pueblo de Purne. Cada uno de los elementos que constituyen estos edificios, así como su color, tiene un significado simbólico en el budismo tibetano.

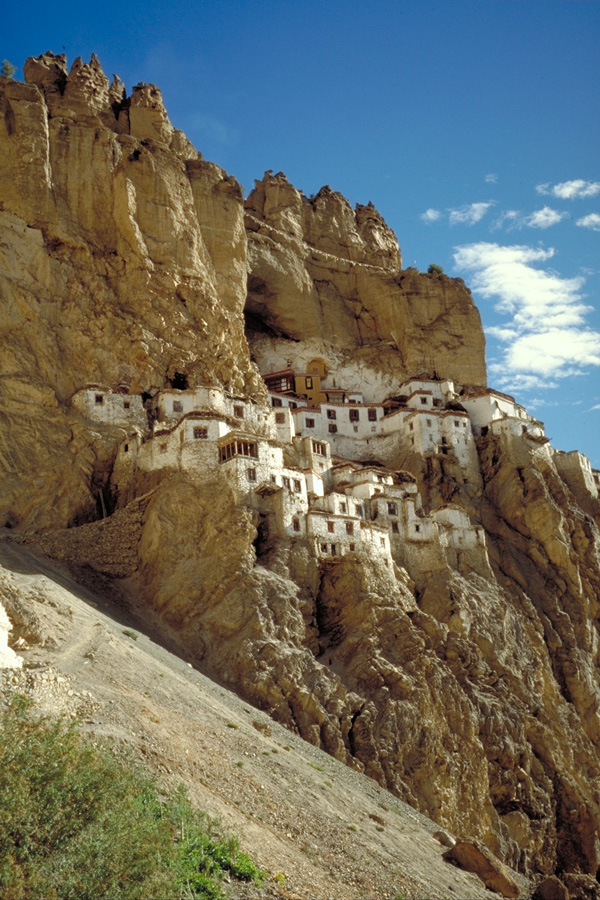
El Monasterio de Phugtal en el sudeste de Zanskar.

El budismo recuperó su influencia sobre Zanskar en el siglo VIII, cuando el Tíbet también se convirtió a esta religión. Entre los siglos X y XI, se fundaron dos Casas Reales en Zanskar, y se construyeron los monasterios de Karsha y Phugtal (ver foto). Hasta el siglo XV Zanskar existió como un reino budista más o menos independiente gobernado por entre dos y cuatro familias reales relacionadas. Desde el siglo XV, Zanskar ha estado subordinada a Ladakh, compartiendo sus fortunas y desgracias. En 1822 una coalición de Kulu, Lahoul y Kinnaur invadió Zanskar, saqueando el país y destruyendo el palacio real de Padum. 
A mediados del siglo XX, los conflictos fronterizos entre la India, el Pakistán y China provocaron el cierre de Ladakh y Zanskar a los extranjeros. Durante estas guerras Ladakh perdió dos tercios de su territorio original, perdiendo Baltistán a Pakistán y el Aksai Chin a China. Ladakh y Zanskar, a pesar de una tumultuosa historia de guerras internas y agresiones externas, nunca han perdido su patrimonio cultural y religioso desde el siglo VIII. Gracias a su adhesión a la Unión India, esta es también una de las raras regiones del Himalaya donde la cultura, la sociedad y los edificios tradicionales tibetanos sobrevivieron a la Revolución Cultural China. En los últimos veinte años, la apertura de una carretera y la afluencia masiva de turistas e investigadores han provocado muchos cambios en la organización social tradicional de Zanskar. En 2007 el valle sufrió su tercer año de una infestación de langostas del desierto con muchos pueblos perdiendo sus cultivos. La respuesta de los monasterios fue llevar a cabo la Puja ( oración ) para deshacerse de ellas mientras el gobierno abogaba por el uso de insecticidas que los budistas eran reacios a utilizar, pero en algunos casos se vieron obligados a intentarlo con un éxito aún no documentado. En 2008 se informó de que las langostas habían abandonado las llanuras centrales de Zanskar.

## Bibliografía

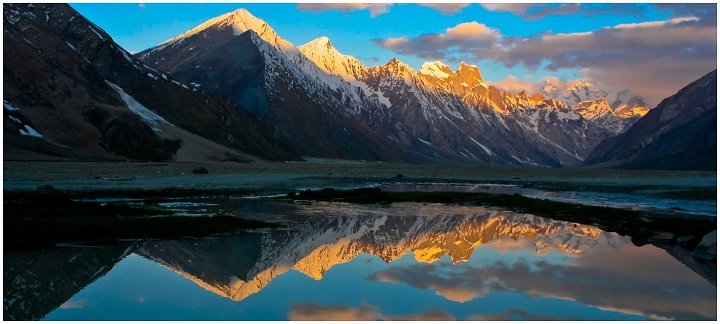
Cordillera Zanskar